# Drop D
 (mai 2016).
Si vous disposez d'ouvrages ou d'articles de référence ou si vous connaissez des sites web de qualité traitant du thème abordé ici, merci de compléter l'article en donnant les références utiles à sa vérifiabilité et en les liant à la section « Notes et références ».

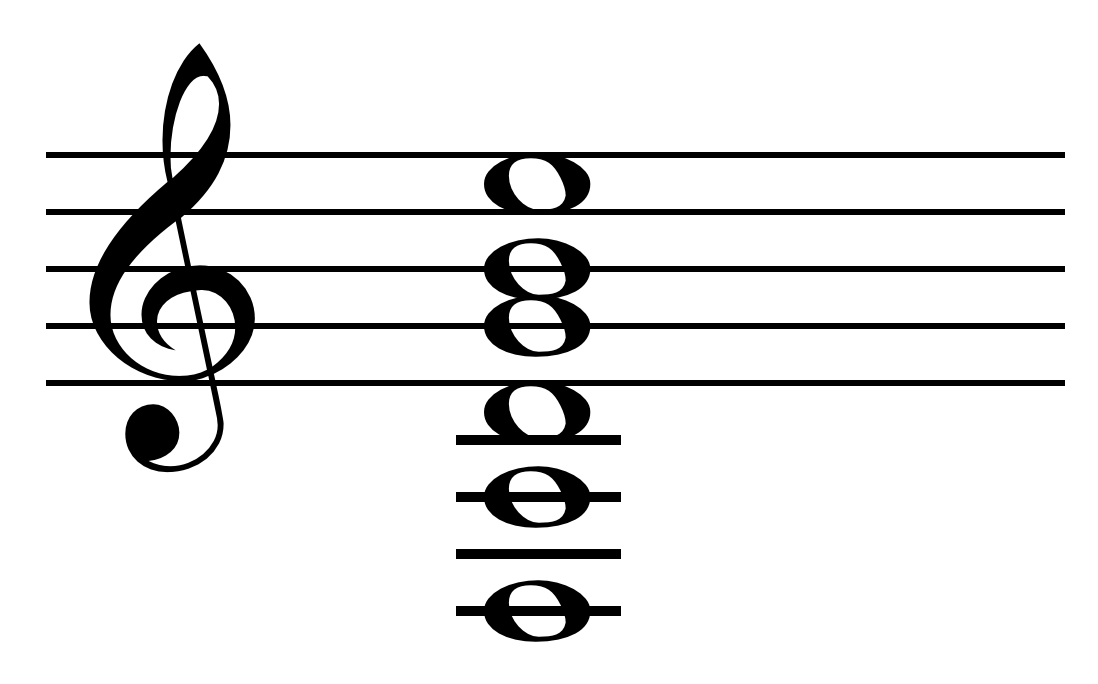
Accordage Drop D.

Le drop D est un type d'accordage à la guitare faisant partie de la catégorie de l'accord ouvert. Il consiste à baisser d'un ton la corde de Mi grave, de façon à obtenir un accordage Ré-La-Ré-Sol-Si-Mi (DADGBE). En anglais, to drop signifie Tomber, laisser tomber, tandis que la lettre D désigne la note obtenue : le Ré.

## Utilisation
Ce type d'accordage est parfois utilisé en guitare classique (Isaac Albeniz, Agustín Barrios Mangoré) : il permet d'obtenir aisément une basse grave sur la note Ré (tonique dans la tonalité de Ré, et dominante dans la tonalité de Sol). Ce type d'accordage se rencontre aussi beaucoup dans les musiques traditionnelles européennes (Pierre Bensusan, Gabriel Yacoub), dans la guitare picking (de nombreuses transcriptions de ragtime sont réalisées en accordage drop D), mais on le retrouve surtout dans les groupes de metal moderne (Avenged Sevenfold, Deftones, Linkin Park, etc.). Dans ce type de musique, l'accordage en drop D rend beaucoup plus accessible l'enchaînement rapide de gros riffs, en permettant d'effectuer des Power Chords avec un seul doigt en barré.
Certains bassistes utilisent également le Drop D (ce qui donne donc ré-la-ré-sol/DADG, généralement pour les mêmes raisons que les guitaristes. Ce sont habituellement les bassistes de groupes de metal les plus modernes (Dave Farrell de Linkin Park, Oliver Riedel de Rammstein, etc.)
Neil Young, qui utilise fréquemment cet accordage, joue aussi parfois en double drop D (Ré La Ré Sol Si Ré).
En drop D, la même note est jouée sur la corde de Mi grave avec le doigt sur la 7e case que sur la corde de La (la corde du dessous) à vide.
L'avantage de ce type d'accordage est aussi qu'il permet de jouer un picking de basses constantes au pouce en alternant le jeu sur le Mi grave (devenu Ré) et la corde de Ré.